# تپه‌های نزدیک روستای غلدان
تپه‌های نزدیک روستای غلدان مربوط به دوره عیلامیان است و در شهرستان خرم‌آباد، روستای غلامان و شاهین‌آباد واقع شده و این اثر در تاریخ ۲۴ شهریور ۱۳۱۰ با شمارهٔ ثبت ۳۰ به‌عنوان یکی از آثار ملی ایران به ثبت رسیده است.